# Neuroquímica
Neuroquímica é um campo da Neurociência que estuda neurotransmissores, neuropeptídeos, neuromoduladores e compostos psicoativos. A Neuroquímica é uma interseção entre a Bioquímica e a Neurociência e busca compreender como tais moléculas influenciam a atividade dos neural e, consequentemente, o Sistema Nervoso.

## História
A Neuroquímica, em um contexto internacional, foi fundada como disciplina na década de 50 no'Simpósio Internacional de Neuroquímica''. Tais encontros na Comunidade científica levaram à formação da Sociedade Internacional de Neuroquímica (ISN, sigla em inglês para International Society for Neurochemistry). Os encontros da Sociedade focavam na discussão sobre neurotransmissores como Acetilcolina, Histamina, Serotonina e Substância P.

## Neuroquímica no Brasil
No Brasil, a neuroquímica foi fundada no Instituto de Biofísica Carlos Chagas Filho da Universidade Federal do Rio de Janeiro a partir dos trabalhos pioneiros do dr. Fernando Garcia de Mello junto a dra. Maria Christina Fialho de Mello, os quais iniciaram a investigar o funcionamento molecular do Sistema Nervoso utilizando a retina como modelo experimental.
Ao longo dos anos, a neuroquímica se expandiu pelo país e ganhou grande destaque nos estados do Rio de Janeiro, São Paulo, Pará e Pernambuco. 

## Neuroquímica da Retina
A retina é um componente do Sistema Nervoso Central que ganhou grande destaque nos estudos neuroquímicos devido a sua fácil acessibilidade, organização histológica, elevada caracterização morfológica embrionária. Em especial, a retina do embrião de galinha emergiu como principal modelo devido à facilidade no cultivo das células dessa estrutura, de modo a manter, in vitro, quase todas as características que possui in vivo.
O professor Fernando Garcia de Mello implantou o modelo no país após o seu pós-doutorado no National Institute of Health (NOH) nos Estados Unidos. Os seus trabalhos iniciais na retina identificavam a dopamina e a adenosina como sinalizadores nesse tecido, além de demonstrar que a dopamina possui um papel como morfógeno nos estágios iniciais do desenvolvimento. 

Outros trabalhos de destaque realizados por pesquisadores brasileiros incluem: Demonstração de uma via alternativa de síntese e liberação de Ácido gama-aminobutírico; caracterização de um sistema de captação de glutamato independente de sódio, o sistema xCG; elucidação do mecanismo de "dilatação do poro" do receptor P2X7 de ATP; demonstração da glutationa e do ascorbato como sinalizadores celulares e não apenas como agentes redox.